# Турел
Туре́л (рос. Турел) — присілок в Ігринському районі Удмуртії, Росія.

## Населення
Населення — 27 осіб (2010; 30 в 2002).
Національний склад станом на 2002 рік:
- удмурти — 97 %

## Урбаноніми[3]
- вулиці — Джерельна, Черемушки